# Disphragis gilboa
Disphragis gilboa är en fjärilsart som beskrevs av Druce 1911. Disphragis gilboa ingår i släktet Disphragis och familjen tandspinnare. Inga underarter finns listade i Catalogue of Life.